# Wiggins (Missisipi)
Wiggins – miasto w Stanach Zjednoczonych, w stanie Missisipi, w hrabstwie Stone.